# 岩淵慶造
岩淵 慶造（いわぶち けいぞう、1942年1月18日 - ）は、日本のイラストレーター。SF、ミステリ、児童文学等の挿絵で知られる。

## 経歴
青森県弘前市出身。子供の頃から絵に親しみ、中学・高校では美術部に所属した。1962年に上京し、亜細亜大学商学部へ入学。1966年に卒業した。
その後一時はフリーの商業デザイナーとして働くが、イラストレーターへの転身を目論み、早川書房にイラストを持ち込む。はじめ『ミステリマガジン』編集長の各務三郎に会うが、彼から『SFマガジン』編集長・南山宏のほうへ廻され、そこでイラストレーターとしての初仕事を得る（『SFマガジン』1967年8月号で、掲載された小説レイ・ブラッドベリ「火と霜」および眉村卓「Expo'87」の挿絵を描いた）。
以降も『SFマガジン』および『ミステリマガジン』の挿絵・表紙絵を描いた。またマレイ・ラインスター『青い世界の怪物』（1970年）など、初期のハヤカワ文庫SFのイラストを手がけた。量的に最も多いのは児童書の仕事で、日本の作品では山本真理子『広島の姉妹』（岩崎少年文庫、1973年）、翻訳ものでは岩崎書店版『名探偵シャーロック・ホームズ』シリーズ（1988年 - 2000年）、オー・ヘンリー『賢者のおくりもの』（講談社青い鳥文庫、1990年）などのイラストがある。

## イラストを担当した単行本
ここに挙げたものはごく一部である。
- フィリップ・ホセ・ファーマー『緑の星のオデッセイ』（矢野徹訳、早川書房、1970年）
- マレイ・ラインスター『青い世界の怪物』（野田昌宏訳、早川書房、1970年）
- A・E・ヴァン・ヴォクト『宇宙製造者』（矢野徹訳、早川書房、1971年）
- ジョン・ボイド『最後の地球船』（岡部宏之訳、早川書房、1971年）
- ビタリ・メレンチェフ『宇宙紀元ゼロ年』（北野純訳、岩崎書店、1971年）
- ロジャー・ゼラズニイ『地獄のハイウェイ』（浅倉久志訳、早川書房、1972年）
- H・G・ウェルズ『タイム・マシン』（塩谷太郎訳、岩崎書店、1972年）
- 山本真理子『広島の姉妹』（岩崎書店、1973年）
- 手島悠介『二十八年目の卒業式』（岩崎書店、1974年）
- C・L・ムーア＆ヘンリー・カットナー『たそがれの地球の砦』（仁賀克雄訳、早川書房、1976年）
- 眉村卓『まぼろしのペンフレンド』（岩崎書店、1978年）
- 安房直子『ハンカチの上の花畑』（あかね書房、1980年）
- 和田登『青い目の星座』（岩崎書店、1980年）
- 槻野けい『あんパン110ばん』（講談社、1984年）
- 竹田まゆみ『冬のイニシアル』（偕成社、1986年）
- 新藤兼人『ハチ公物語』（小学館、1987年）
- 矢沢寛『美しく青きドナウ（東ヨーロッパ） - 音楽のたび』（岩崎書店、1988年）
- 馬場錬成『母さんのじん臓をあげる！』（偕成社、1989年）
- かつおきんや『緑の島はるかに - 台湾少年工物語』（大日本図書、1989年）
- 日比茂樹『氷あめのひみつ』（文溪堂、1995年）
- ヴィクトル・ユゴー『ああ無情』（辻昶訳、集英社、1989年）
- 赤座憲久『歴史学者・津田左右吉』（小峰書店、1998年）
- アーサー・コナン・ドイル『名探偵シャーロック・ホームズ』シリーズ（中尾明ほか訳、岩崎書店、1988年 - 2000年）
- オー・ヘンリー『賢者のおくりもの - オー・ヘンリー傑作選』（飯島淳秀訳、講談社、1990年）
- ジャン・マーク『夏・みじかくて長い旅』（百々佑利子訳、金の星社、1993年）
- イヴ・バンティング『春待つ家族』（児玉真美訳、講談社、1996年）
- 和田登『ピーターのばらの秘密』（講談社、1988年）
- リンダ・M・ネルソン『しあわせなろばのメシャク』（中村妙子訳、女子パウロ会 、2000年）

## 参考資料
- 大橋博之「SF挿絵画家の系譜（17）」（所収『SFマガジン』2007年8月号）